# Кузнецов, Иван Филиппович
Иван Филиппович Кузнецов (28 декабря 1928 — 21 января 1989) — участник Великой Отечественной войны, командир орудия 185-го гвардейского артиллерийского полка (82-я гвардейская стрелковая дивизия, 29-й гвардейский стрелковый корпус, 8-я гвардейская армия 1-й Белорусский фронт), младший сержант, полный кавалер ордена Славы, самый молодой (17 лет) кавалер ордена Славы всех трёх степеней.

## Биография
Иван Кузнецов родился 28 декабря 1928 года в станице Мигулинской Мигулинского района (ныне — Ростовская область) в семье потомственных казаков. Русский. Отец — Филипп Андреевич Кузнецов (1905—1946), мать — Анастасия Петровна Кузнецова (род. 1906). В 1935 году семья переехала в село Божковка Каменского района. ныне Красносулинского района Ростовской области.
Перед началом Великой Отечественной войны закончил 7 классов сельской школы. Проживал на оккупированной территории (Каменский район) с 17 июля 1941 года по 7 февраля 1943 года.
В феврале 1943 года войска Южного фронта Красной Армии освобождают почти всю Ростовскую область от немецких захватчиков и 14-летний Иван добровольно, в качестве сына 185-го гвардейского артиллерийского полка, был принят на военную службу в действующую армию — подносчиком снарядов орудийного расчёта, затем заряжающим, а с июня 1943 года он становится наводчиком орудия 185-го гвардейского артиллерийского полка (82-я гвардейская стрелковая дивизия 8-я гвардейская армия).
Участвуя в боях по освобождению Украины 3 сентября 1943 года в районе села Долгенькое (Изюмский район, Харьковская область) в составе орудийного расчёта Кузнецов уничтожил: тяжёлый немецкий танк T-VI («Тигр»), а также вражескую пулемётную точку, 12 сентября 1943 года в районе города Барвенково, Харьковской области под огнём вражеской артиллерии уничтожил немецкое орудие прямой наводки, миномётную батарею и наблюдательный пункт противника.
6 октября 1943 года приказом № 16/н по 185-му гвардейскому артиллерийскому полку гвардии рядовой Кузнецов награждается медалью «За отвагу», на тот момент ему ещё не исполнилось 15 лет.
В ходе Никопольско-Криворожской наступательной операции 26 февраля 1944 года в районе хутора Отрадный Херсонская область наводчик орудия 185-го ГвАП гвардии рядовой Кузнецов метким огнём своего орудия отбил четыре контратаки противника, уничтожив при этом до 100 вражеских солдат и офицеров, а также 6 дзотов и танк противника.
26 марта 1944 года приказом № 49/н по 82-й гвардейской стрелковой дивизии пятнадцатилетний Иван Кузнецов награждается орденом Красной Звезды
Гвардии ефрейтор, наводчик орудия 185-го ГвАП Кузнецов отличился в бою 15 января 1945 года при прорыве вражеской обороны в районе населённого пункта Забадрове (в 19 километрах восточнее города Бялобжеги, Польша). Будучи раненным осколком снаряда, продолжал вести огонь прямой наводкой, подавил 2 пулемёта и разрушил 2 дзота.
7 февраля 1945 года приказом № 90/н по 82-я гвардейской стрелковой дивизии награждён орденом Славы 3-й степени.
12 марта 1945 года при штурме крепости Кюстрин (ныне Костшин-над-Одрой, Польша) командир орудия того же полка гвардии младший сержант Кузнецов вместе с расчётом под обстрелом противника точным огнём подавил 3 пулемётные точки, мешавшие продвижению стрелков.
Приказом № 634/н по 8-й гвардейской армии подписанным командармом Чуйковым 15 мая 1945 года Кузнецов награждён орденом Славы 2-й степени.
В бою за пригород города Берлина Нойкёльн 25 апреля 1945 года под сильным огнём противника орудийный расчёт под командованием Кузнецова прямой наводкой уничтожил зенитное и противотанковое орудия, 3 пулемёта и дом — где засела группа автоматчиков.
Указом Президиума Верховного Совета СССР от 15 мая 1946 года награждён орденом орденом Славы 1-й степени.
Кузнецов стал самым молодым полным кавалером ордена Славы, так как был представлен к ордену Славы I степени в возрасте 16-ти лет в апреле 1945 года, а награждён им в мае 1946 года, когда ему было 17 лет.
После войны продолжал службу в Советской Армии. В 1949 году окончил Орловское Ордена Ленина Краснознамённое бронетанковое училище имени М. В. Фрунзе, 10 классов вечерней школы — в 1959 году.
Член КПСС с 1956 года.
В 1969 году капитан Кузнецов был уволен в запас. Жил в городе Борисов Минской области.  Работал в военкомате, потом на одном из заводов.
Умер 21 января 1989 года.

## Награды
- орден Отечественной войны 1-й степени (06.04.1985)
- орден Красной Звезды (26.03.1944)
- орден Славы I степени (15.05.1946)
- орден Славы II степени (15.05.1945)
- орден Славы III степени (07.02.1945)
- Медали, в том числе:
  - «За отвагу» (06.10.1943)
  - «За боевые заслуги» (20.04.1953)
  - «За победу над Германией в Великой Отечественной войне 1941—1945 гг.»
  - «За взятие Берлина»
  - «За освобождение Варшавы»
  - «Ветеран Вооружённых Сил СССР»
  - «За безупречную службу» I степени